# SZ Большой Медведицы
SZ Большой Медведицы (лат. SZ Ursae Majoris), Глизе 424 — двойная переменная звезда в созвездии Большой Медведицы на расстоянии приблизительно 29,6 световых лет (около 9,1 парсеков) от Солнца. Видимая звёздная величина звезды — от +10,8m до +10,74m.

## Характеристики
Первый компонент — красный карлик, эруптивная переменная звезда типа UV Кита (UV) спектрального класса M1,5V или M1. Эффективная температура — около 3888 К.